# تاریخ گرجستان
‍
انسان‌های اولیه را می‌توان در قفقاز جنوبی، به ویژه در گرجستان، خیلی پیش از دورهٔ پارینه سنگی ردیابی کرد. جمجمهٔ انسان گرجی که یک میلیون و هشتصد هزار (۱٫۸۰۰٫۰۰۰) سال پیش زندگی می‌کرده‌است، در حفاری‌های اخیر در ناحیهٔ دمانیسی به دست آمده‌است.
اواخر عصر مفرغ و اوایل عصر آهن، سراسر گرجستان پیشرفت وسیعی را در حوزهٔ اقتصادی شاهد بود که همراه با سطح بالایی از صنایع دستی، گسترش روابط تجاری و توأم با افزایش نابرابری‌های اجتماعی بود. در اواخر نیمهٔ دوم هزاره دوم پیش از میلاد مسیح، شرایط لازم برای ظهور یک جامعه طبقاتی ایجاد شده بود.
از هزارهٔ دوم پیش از میلاد مسیح، هم‌زمان با قدرت گرفتن آشوری‌ها، اقوام گله دار و دامپرور از سرزمین بین‌النهرین در گرجستان سکنی گزیدند؛ که بعدها تمدن اورارتو را تشکیل دادند.
قابل ذکر است که قبایل گرجی یگانگی خود را هم‌زمان با پایان عصر مفرغ، آغاز کردند. در پایان هزارهٔ دوم و آغاز هزاره اول پیش از میلاد، در نواحی جنوب شرقی گرجستان باستان، دو اتحادیه اصلی از قبایل ظهور کردند: دیائوخی و کولخیس که هر دو آن‌ها تا قرن هشتم پیش از میلاد دوام داشتند.
در میانه قرن هشتم پیش از میلاد، دیائوخی در نتیجهٔ قدرت گرفتن اورارتو فروپاشید. غلبه کول‌ها (کولخیس) و مخالفت آن‌ها با تائوها (دیائوخی) نیز در این امر سهیم بود. قسمتی از سرزمین دیائوخی به کول‌ها واگذار شد. مدتی بعد کشمکش بین کول‌ها و اورارتو آغاز شد و کول‌ها شکست خوردند.
قلمرو اورارتو در زمان خود وسیع‌ترین امپراتوری به‌شمار می‌رفت. در قرن هفتم پیش از میلاد، هم‌زمان با آغاز دوره ضعف اورارتو، آریایی‌ها پادشاهی ماد را تأسیس کردند. با قدرت گرفتن ماد و شکست خوردن اورارتو، مادها حوالی ارمنستان امروزی ساکن شدند که نتیجهٔ ترکیب این دو قوم (گرجی و ماد) قوم ارمنی بود. در اوسط قرن ششم پیش از میلاد مسیح هخامنشیان جایگزین مادها، در حکومت بر جنوب گرجستان باستان شدند.
قرن‌های ششم تا چهارم پیش از میلاد، دوره استحکام قبایل کارتلی، عمدتاً ساکنان گرجستان شرقی شد. کشمکش بین کنفدراسیون‌های مختلف گرجی در نهایت منتج به تشکیل «پادشاهی ایبریا» به پایتختی «متسختا» شد.
از زمان بنیان پادشاهی گرجستان باستان یا همان ایبریا توسط پارناواز یکم در سدهٔ چهارم پیش از میلاد تا زمان حمله مغول به گرجستان در سدهٔ ۱۳ میلادی، دورهٔ صلح و آرامش در تاریخ گرجستان است و از حمله مغول به بعد، گرجستان تاریخی پر فراز و نشیب را به ایستادگی در برابر حملات ایرانیان، عثمانی‌ها و روس‌ها گذرانده‌است.
با امضای عهدنامه گرجیوسک در سال ۱۷۸۳، گرجستان تحت‌الحمایهٔ روسیه شد و حدود بیست سال بعد یعنی در سال ۱۸۰۱ میلادی، روسیه، گرجستان را به عنوان یکی از فرمانداری‌های خود اعلام نمود و رژیم تزاری در گرجستان برقرار شد. گرجستان پس از انقلاب اکتبر روسیه در سال ۱۹۱۸ اعلام استقلال کرد، اما ارتش سرخ شوروی در سال ۱۹۲۱ میلادی (۱۳۰۰ شمسی) به گرجستان حمله کرده و به مدت ۷۰ سال، گرجستان یکی از جمهوری‌های شوروی بود تا اینکه در سال ۱۹۹۱ میلادی (۱۳۷۰ شمسی)، به استقلال رسمی رسید.

## پیش از تاریخ

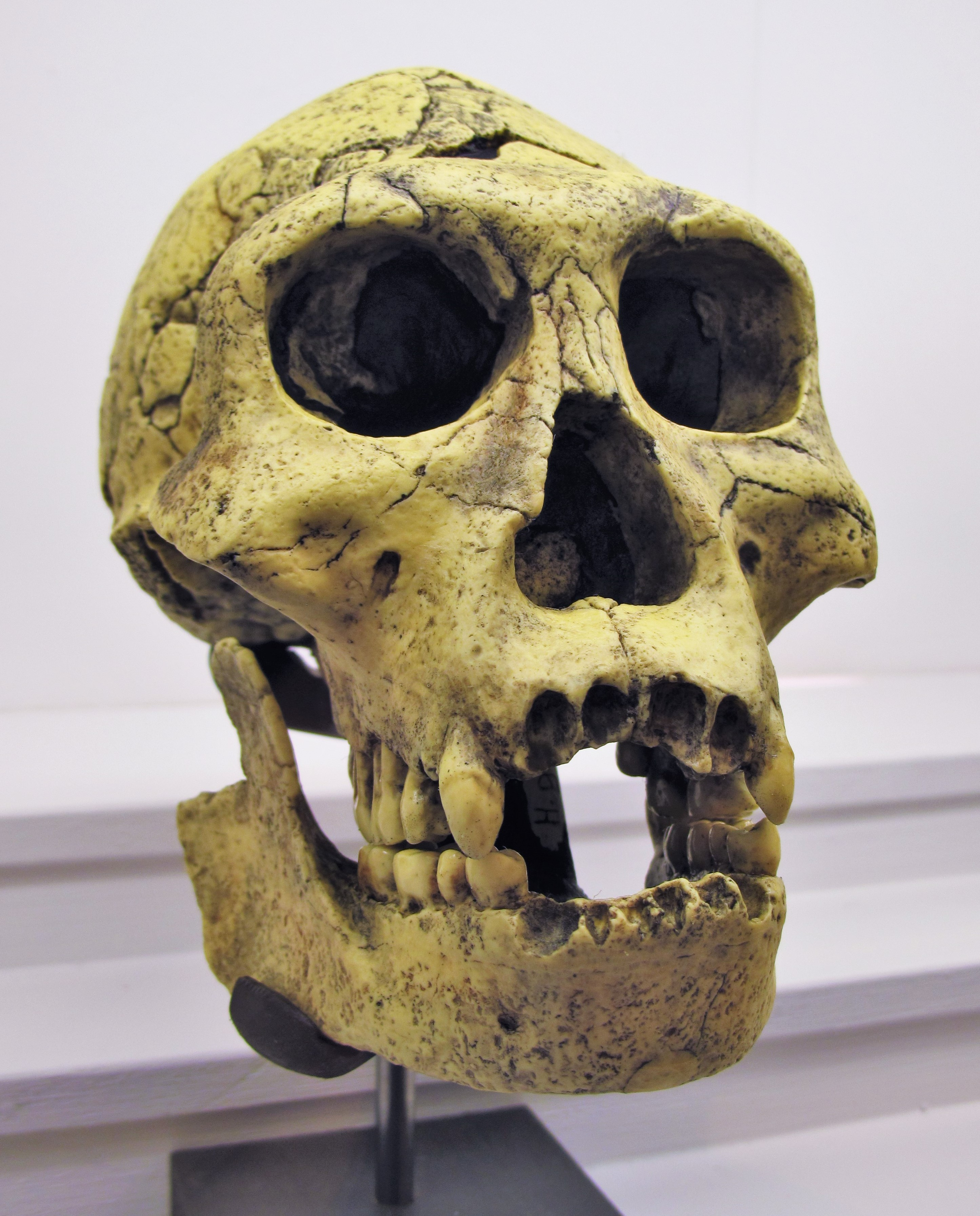
جمجمه ۲ میلیون ساله انسان گرجی

از شواهد باستانی چنین برمی آید که گرجستان جزئی از سرزمین‌هایی محسوب می‌شود که شاهد پیدایی حیات انسانی بر روی کرهٔ زمین بوده‌است. اسکان و تکامل نوع بشر و پیشرفت فنون تولیدی و گسترش اجتماعی در سرزمین گرجستان در سراسر ادوار عمدهٔ پیش از تاریخ و بعد از آن ادامه داشته‌است.
تا ۳۵ هزار سال پیش جمعیت زیادی را در قلمرو گرجستان به ویژه سواحل دریای سیاه و حوزه رودخانه «ریونی قویریلا» (جایی که غارهای جروچی، ساگوار جیله و چاخاتی کشف شده‌است) شاهد بوده‌است. سکونت در این نواحی، به ویژه در دوره پارینه سنگی متراکم بود و استقرارگاه‌های قابل توجه آن در دویس خورلی، ساکاژیا، ساگوارجیله، سامر تسخله، گورجیلاس کلده و نقاط دیگر قرار دارند (۳۵ تا ۱۰ هزار سال پیش). در قلمرو گرجستان قرارگاه‌های متعدد و زیادی از غارهای انسان‌های اولیه از دوره نوسنگی به‌دست آمده‌است. اودیشی، کیس تریکی، آناسئولی، زموآلوانی و غیره از جمله این غارهاست.
دیائوخی، یک اتحادیه قبیله ای از گرجی های اولیه، اولین بار در قرن ۱۲ قبل از میلاد در تاریخ مکتوب ظاهر شدند.  یافته های باستانشناسی و اشاره ها در منابع قدیمی نشاندهنده عناصر تشکیلات اولیه سیاسی و دولتی هستند که با متالورژی پیشرفته و تکنیک های زرگری مشخص می شوند و به قرن ۷ قبل از میلاد و حتی قبل از آن بازمی گردند.  بین سالهای ۲۱۰۰ تا ۷۵۰ قبل از میلاد، این منطقه از تهاجمات هیتی ها، اورارتوها، مادها، پروتو-فارسی ها و کیمری ها جان سالم به در برد. در همین دوره، وحدت قومی پروتو-کارتولیها به چندین شاخه تقسیم شد، از جمله سوان ها، زان ها/چان ها و کارتولی های شرقی. این امر در نهایت منجر به شکل گیری زبان های کارتولی مدرن شد: گرجی (که از گویش های کارتولی شرقی نشأت گرفته)، سوانی، مگرلی و لاز (دو مورد آخر از گویش های زان نشأت گرفته اند). در آن زمان، سوان ها در منطقه سوانتی و آبخازیا امروزی تسلط داشتند، زان ها در استان مدرن سامگرلو ساکن بودند و کارتولی های شرقی اکثریت جمعیت شرق گرجستان امروزی را تشکیل می دادند. در نتیجه تفکیک فرهنگی و جغرافیایی، دو منطقه اصلی فرهنگ و دولت آینده گرجستان تا پایان قرن ۸ \یش از میلاد در غرب و شرق گرجستان شکل گرفت. نخستین دو دولت گرجی در غرب به نام پادشاهی کولخیس و در شرق به نام پادشاهی ایبریا ظهور کردند.

## پیش از میلاد مسیح

#### میانسنگی تریالیتی
Trialetian نام صنعت ابزار سنگی پارینه سنگی فوقانی - اپی پالئولیتیک از قفقاز جنوبی است .  به طور آزمایشی مربوط به دوره بین 16000 / 13000 سال پیش و 8000 سال پیش  است. 
نام فرهنگ باستان شناسی از سایت های منطقه تریالتی در حوضه رودخانه خرامی گرجستان جنوبی گرفته شده است . این سایت ها عبارتند از Barmaksyzkaya و Edzani-Zurtaketi.  در ادزانی، یک محوطه پارینه سنگی فوقانی، درصد قابل توجهی از آثار از ابسیدین ساخته شده است. 
منطقه قفقازی - آناتولی فرهنگ تریالتی در شرق و جنوب با فرهنگ ایرانی - عراقی زرزی و همچنین ناتوفیان شام در جنوب غربی مجاور بود.  آلن اچ. سیمونز فرهنگ را به عنوان "بسیار ضعیف مستند" توصیف می کند.  در مقابل، کاوش‌های اخیر در دره رودخانه کویریلا ، در شمال منطقه تریالتیان، فرهنگ میان سنگی را نشان می‌دهد. [ نیازمند منبع ] معیشت این گروه ها بر اساس شکار Capra caucasica ، گراز وحشی و خرس قهوه ای بود. . 

#### فرهنگ شولاوری_شومو
فرهنگ شولاوری -شومو ، همچنین به عنوان فرهنگ شولاوری-شوموتپه-آراتاشن ،  یک فرهنگ باستان شناسی است که در قلمرو گرجستان ، آذربایجان ، و ارمنستان امروزی و همچنین بخش هایی از شمال ایران در اواخر دوره  نوسنگی وجود داشته است که از اواخر هزاره هفتم قبل از میلاد تا آغاز هزاره پنجم قبل از میلاد ادامه داشت. 

#### فرهنگتریالتیوانادزور
فرهنگ تریالتی -وانادزور که قبلاً به عنوان فرهنگ تریالتی-کیروواکان شناخته می شد ، از نام منطقه تریالتی گرجستان و شهر وانادزور ارمنستان نامگذاری شده است . آن را به اواخر هزاره سوم و اوایل هزاره دوم قبل از میلاد نسبت می دهند.  فرهنگ تریالتی-ونادزور در نواحی فرهنگ کورا-آراکسس پیشین ظهور کرد . برخی از محققان حدس می زنند که این یک فرهنگ هند و اروپایی بوده است که به فرهنگ Lchashen-Metsamor توسعه یافته .  همچنین ممکن است باعث پیدایش Hayasa-Azzi شده باشد. کنفدراسیون ذکر شده در متون هیتی، و موشکی توسط آشوریان ذکر شده است.
در دورهٔ پالئوتیک در اراضی گرجستان در گسترهٔ وسیعی سکونت گزیده بود، در اواسط هزارهٔ چهارم پیش از میلاد، همراه با ذوب مس و برنز پیشرفت زیادی در کشاورزی و دامپروری گرجستان به وجود آمد، با آغاز هزارهٔ سوم پیش از میلاد، گرجستان وارد عصر مفرغ شد. در اواخر نیمهٔ دوم هزارهٔ دوم پیش از میلاد، شروط لازم برای ظهور یک جامعهٔ طبقاتی به وجود آمد. قبایل گرجی یگانگی خود را در اثنای عصر مفرغ پایانی آغاز کردند. در پایان هزارهٔ دوم پیش از میلاد در نواحی جنوب شرقی گرجستان باستان، دو اتحادیهٔ از اصلی از قبایل ظهور کردند. دیائوخی‌ها و قول‌ها، که هردو تا قرن هشتم پیش از میلاد دوام داشتند. در میانهٔ قرن هشتم پیش از میلاد دیائوخی‌ها در نتیجه تجاوز اورارتو و با مساعدت قول‌ها نابود شدند، قول‌ها نیز در سال‌های ۷۲۰ پیش از میلاد تحت سلطهٔ کیمری‌ها درآمدند که از شمال هجوم آورده بودند. دیائوخی‌ها و قول‌ها اصلاً کنفدراسیون‌هایی بودند که در میانهٔ قرن هشتم پیش از میلاد تجزیه شدند.

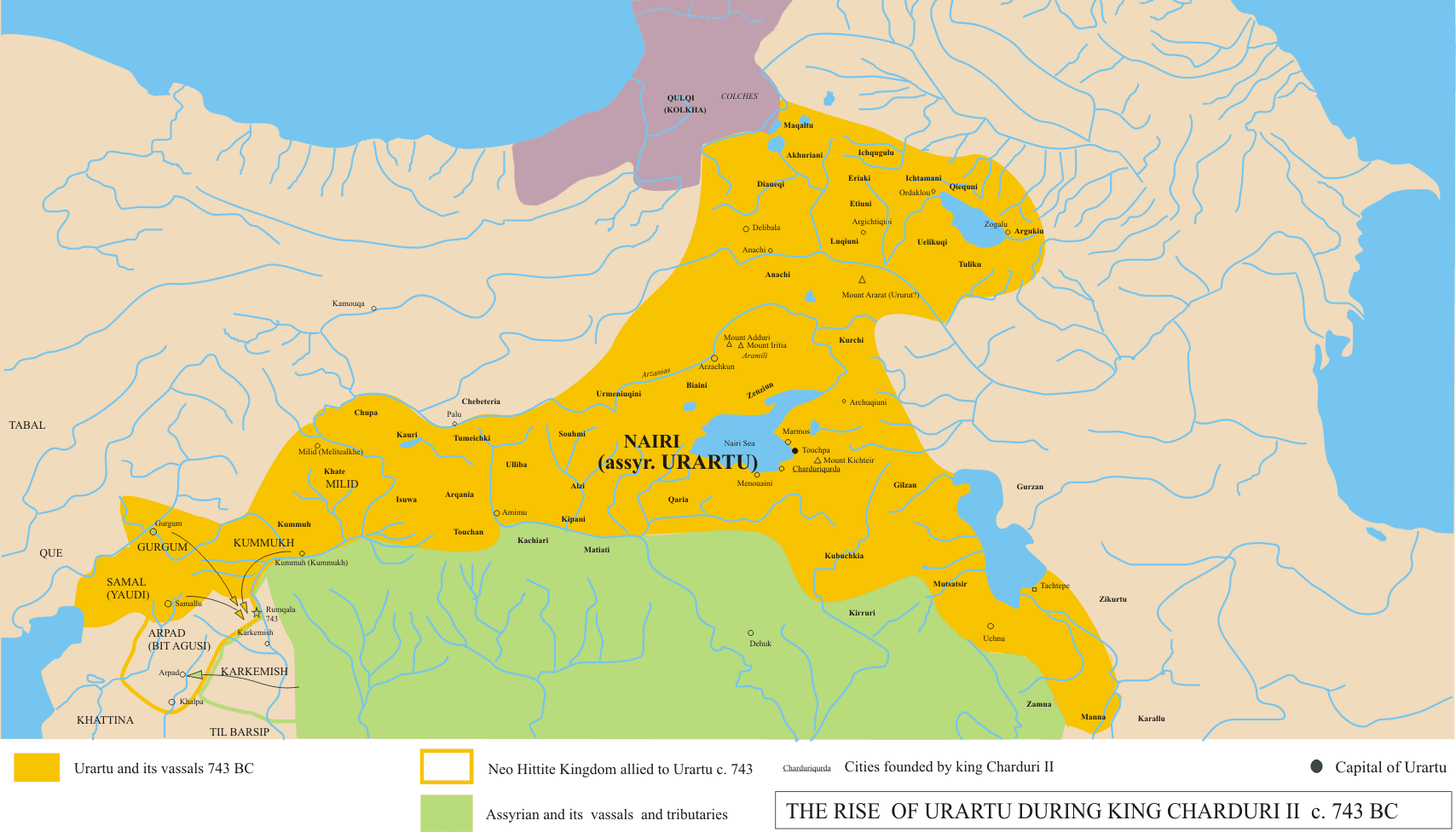
امپراتوری اورارتو

کولخیس یکی از ساتراپی‌های شاهنشاهی هخامنشی

در قرون ۶ و ۷ پیش از میلاد ممالک جدیدی در شرق و جنوب ایبریا و در غرب کولخیس به وجود آمد. قرن‌های ۴ تا ۶ پیش از میلاد دورهٔ استحکام عمیق قبایل کارتلی عمدتاً ساکنان جنوب، شرق و جنوب شرقی شد. کشمکش بین کنفدراسیون‌های مختلف گرجی نهایتاً باعث تشکیل پادشاهی ایبریا به پایتختی متسختا شد. در قرون ۳ و ۴ پیش از میلاد، دولت ایبریا قدرتمند شد و پارناواز یکم در رأس آن قرار گرفت. او ایبریا و کولخیس را متحد نمود، زبان گرجی را به زبانی نوشتاری تبدیل کرد و به آبادانی و سازندگی‌های عظیمی همت گماشت.
پادشاهی‌های ایبریا و کولخیس جزء اولین دولت‌های سرزمین قفقاز بودند، که در زندگی سیاسی، اجتماعی و اقتصادی دنیای باستان نقش مهمی ایفا کردند.
در قرن اول پیش از میلاد، گرجستان به عنوان یک دولت قوی ظهور کرده و از استقلال سیاسی کاملی برخوردار بود.

بین سال‌های ۶۵۳ تا ۳۳۳ قبل از میلاد، هر دو منطقه کولخیس و ایبریا از تهاجمات متوالی امپراتوری ماد ایران جان سالم به در بردند. اما وضعیت در مورد هخامنشیان متفاوت بود.  بر اساس گفته‌های هرودوت (۳.۹۷)، قدرت هخامنشیان تا کوه‌های قفقاز گسترش یافته بود، اما کولخیسی‌ها در فهرست بیست ساتراپی‌های ایرانی او ذکر نشده‌اند. همچنین در فهرست سرزمین‌های هخامنشی (dahyāva) که در کتیبه‌های فارسی باستان داریوش و جانشینانش آمده، نامی از آن‌ها برده نشده است.  در کتاب آناباسیس گزنفون (۷.۸.۲۵؛ احتمالاً یک افزوده بعدی) قبایل کولخیس و شرق پونتوس به عنوان مستقل (autónomoi) توصیف شده‌اند. از سوی دیگر، هرودوت در فهرست خود (۷.۷۸–۷۹) از حدود پنجاه و هفت مردمی که در لشکرکشی خشایارشا علیه یونان در سال‌های ۴۸۱–۴۸۰ قبل از میلاد شرکت کردند، هم کولخیسی‌ها و هم قبایل مختلف پونتوسی را ذکر کرده است. همان‌طور که دانشنامه ایرانیکا اشاره می‌کند، به احتمال زیاد هخامنشیان هرگز نتوانستند حاکمیت مؤثری بر کولخیس اعمال کنند، اگرچه به نظر می‌رسد رهبران محلی قبیله‌ها نوعی فرمانروایی نمادین ایران را پذیرفته بودند. دانشنامه ایرانیکا همچنین می‌افزاید، در حالی که قبایل همجوار پونتوسی در نوزدهمین ساتراپی و ارمنی‌ها در ساتراپی سیزدهم به عنوان پرداخت‌کنندگان خراج به ایران ذکر شده‌اند، کولخیسی‌ها و همسایگان قفقازی آن‌ها در این فهرست نیامده‌اند؛ با این حال، آن‌ها متعهد شده بودند که هر پنج سال یک بار هدایایی (۱۰۰ پسر و ۱۰۰ دختر) ارسال کنند (هرودوت ۳.۹۷). 

## پس از میلاد
در اواسط قرن دوم میلادی، پادشاهی کارتلی، به ویژه تحت فرمانروایی پارسمان دوم (حدود سال‌های ۱۳۰ تا ۱۵۰ میلادی) هنوز در حال قدرت یافتن بود.

قلمرو پادشاهی گرجستان باستان در طول حکومت پارناواز یکم

پارسمان دوم در سال ۱۲۳ آلان‌ها را فراخوانده و آن‌ها را ضد خراجگذاران روم (آلبانیا، ماد، ارمنستان و کاپادوکیه) هدایت کرد. هادریان امپراتور روم به دنبال بهبود روابط با گرجستان بود، چیزی که برخلاف میل پارسمان دوم پادشاه وقت گرجستان بود. اما بالاخره در زمان امپراتور آنتونیوس پیوس این صلح برقرار شد.
در اواخر قرن دوم و اویل قرن سوم میلادی، گرجستان همچنان قدرت خود و موفقیت‌های پیشین خود را حفظ می‌کرد تا اینکه در حدود سال ۲۳۰ میلادی، ساسانیان گرجستان را با مشکلاتی مواجه ساختند.
در سال‌های ۳۳۰ میلادی، مسیحیت به عنوان دین رسمی گرجستان اعلام شد. مسیحیت توسط بانویی به نام نینو به گرجستان وارد شد و توسط میریان پادشاه وقت گرجستان پذیرفته و تقویت شد. همراه با قدرت یابی گرجستان، دولت‌های باستانی ایران و روم نیز به سرعت در حال ترقی بودند. سیاست مبتنی بر توسعهٔ ارضی آن‌ها موجب شد تا برای تسخیر و کسب نفوذ در قفقاز به مناقشات و مخاصمات طویلی دست بزنند، بدین ترتیب گرجستان نیز به شدت درگیر مسائل سیاسی دنیای باستان گردید.
در طول قرن‌های ۴ تا ۶ میلادی مردم گرجستان برای حفظ استقلال خود از امپراتوری‌های ایران و روم با آن‌ها جنگیدند. مردم غرب گرجستان حملات رومی‌ها و مردم شرق گرجستان حملات ایرانی‌ها را دفع کردند، در اواسط قرن ۵ واختانگ گرگ سر پادشاه گرجستان بود. او پایتخت را از متسختا به تفلیس انتقال داد و رهبری مبارزه علیه ایرانی‌ها را بر عهده گرفت و در نهایت در سال ۵۷۲ میلادی گرجی‌ها نیروهای خود را تقویت کرده و ایرانیان را از گرجستان اخراج کردند.

## از ظهور اسلام تا حملهٔ مغول
با ظهور اسلام در میانهٔ قرن هفتم میلادی و شروع حملات اعراب به بهانهٔ گسترش اسلام، گرجستان نیز از حملات اعراب در امان نماند، اعراب با حضور دراز مدت خود، خسارات و لطمات فراوانی به گرجستان وارد ساختند. با کاسته شدن از نفوذ خلفای عباسی در قفقاز و ظهور ترکان سلجوقی وضعیت گرجستان به سبب حملات ترکان و فتوحات بزرگ آن‌ها وخیم شد. ترکان سلجوقی اراضی گرجستان را به مرتع تبدیل می‌کردند و بدین ترتیب پایهٔ اقتصاد فئودالی را متزلزل ساختند. مبارزهٔ بی‌امان گرجی‌ها در نهایت منتج به محدود کردن فضای تأثیر اعراب شد که فقط در تفلیس جریان داشت. حکومت اعراب بر تفلیس با شکست آن‌ها در جنگ دیدگوری در سال ۱۰۲۲ میلادی پایان یافت.
در نیمهٔ اول قرن ۱۰ مرزهای تائو کلارجتی (گرجستان) تا رود ارس گسترده شده بود. در نیمهٔ دوم همین قرن، داویت کوروپالات موجب رشد و توسعهٔ گرجستان شد. استپانوس تارونتس مورخ معاصر او می‌نویسد: «داویت کوروپالات بر تمام فرمانروایان عصر ما برتری دارد. او صلح را در تمام دول شرق، به ویژه در گرجستان و ارمنستان برقرار کرده‌است. او به تمام جنگ‌ها خاتمه داده همهٔ مردمی را که در اطراف زندگی می‌کردند مغلوب کرده و همهٔ پادشاهان با ارادهٔ خود تسلیم اقتدار او شدند.»
باگرات سوم که از سال ۹۷۵ میلادی پادشاه گرجستان غربی بود، در سال ۱۰۰۸ جانشین پدرش گورگن دوم به پادشاهی گرجستان شرقی رسید. با اتحاد این دو پادشاهی، پادشاهی متحد گرجستان بنیان نهاده شد. در سال ۱۰۶۵ میلادی سلجوقی‌ها به گرجستان حمله کردند و به مدت حدود بیست سال در گرجستان سلطه یافتند.
داویت چهارم در سال ۱۱۲۲ در جنگ دیدگوری اعراب مسلمان و ترکان سلجوقی را شکست داده و آن‌ها را از گرجستان اخراج نمود. او در زمان پادشاهی خود به اصلاحات و اقداماتی جهت اعتلای گرجستان دست زد و فرهنگ و تمدن گرجستان را ترقی داد. در طول قرون‌های ۱۲ و ۱۳ میلادی اقدامات داویت چهارم و پادشاهان پس از او به گل نشست و موجد عصر طلایی گرجستان شد و در زمان ملکه تامار، گرجستان به دورهٔ ترقی فرهنگ و تمدن خود رسید.

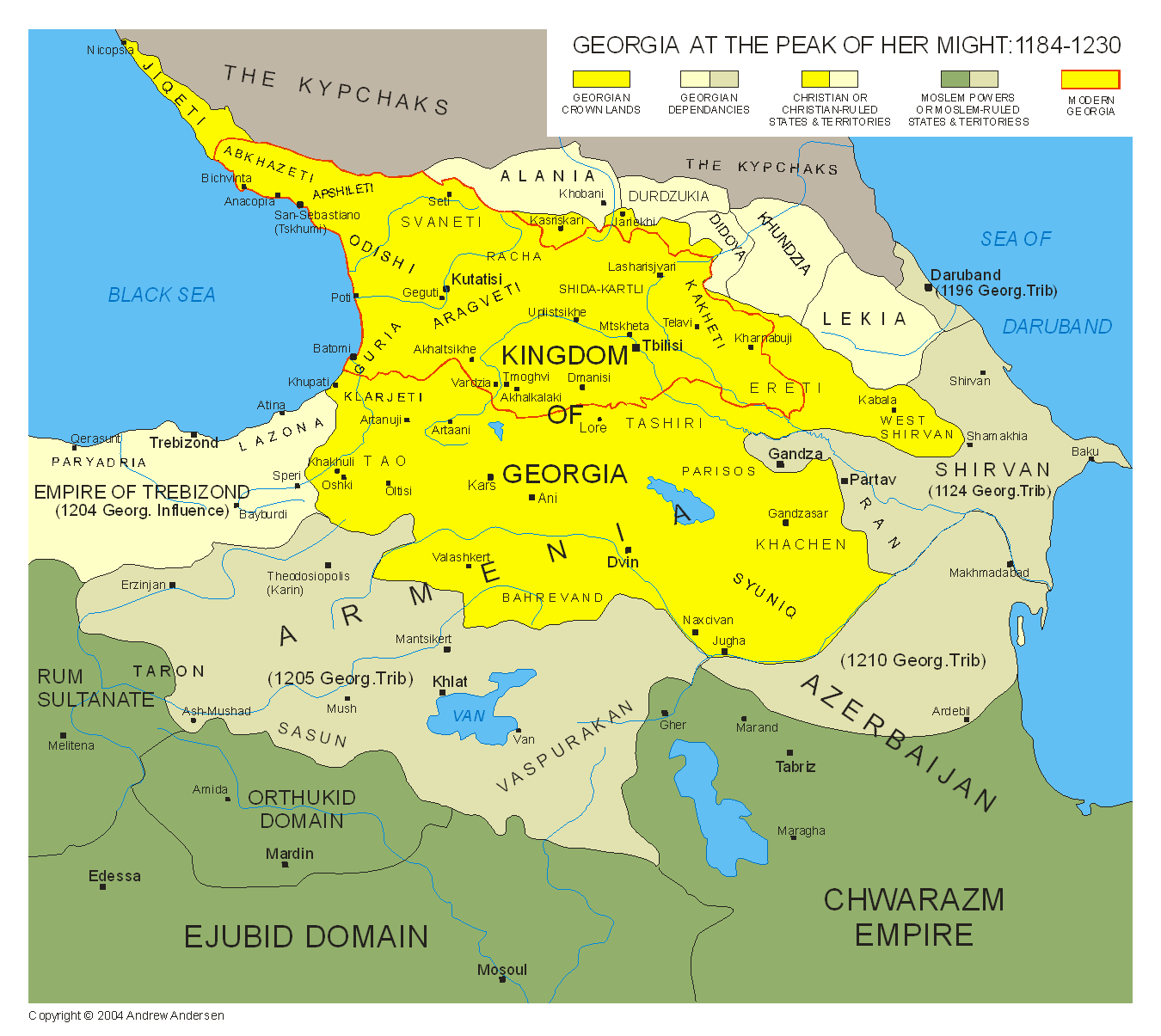
گرجستان و خراجگذارهای آن

این دوران از تاریخ گرجستان، شاهد سطح بالای از توسعهٔ فرهنگ گرجستان فئودالی از جمله فلسفه، تاریخ، ادبیات، معماری، نقاشی مینیاتور، فلزکاری و سفالگری بود. منظومهٔ عظیم حماسی شوتا روستاولی به نام «پلنگینه پوش» در پایان قرن ۱۲ و آغاز قرن ۱۳ سروده شده‌است. کارهای ادیبانه و عالمانه‌ای در مراکز فرهنگی گرجستان در داخل و خارج کشور به نمایش درمی‌آمد. فرهنگ بسیار توسعه یافتهٔ قرن ۱۲ گرجستان در دورهٔ پیش تدارک دیده شده بود. صومعه ایویرون در آتن، صومعهٔ گرجی در کوه سیاه، صومعه صلیب در فلسطین و صومعه پتریتسیونی در بلغارستان، مراکز گرجی بودند که در آن‌ها کارهای علمی و فرهنگی عمیقی انجام می‌شد.
فرهنگ کشور با توسعهٔ تعلیم و تربیت که به ترقی قابل ملاحظه‌ای در دورهٔ مورد بررسی نائل شده بود، دست یافته بود. مدارس عموماً وابسته به کلیساها و صومعه‌ها بودند. نظام تعلیم و تربیت گرجستان در حقیقت کاملاً تابع ایدئولوژی مسیحیت بود. این موضوع که مدارس ابتدای در بسیاری از شهرها، در کنار مدارس روحانی فعالیت داشتند، به اثبات می‌رسد. مدارس تحت سرپرستی کلیساها و صومعه‌ها، رسمی بودند، موضوعاتی که در آن‌ها تدریس می‌شد عبارت بودند از:الهیات، سروده‌های مذهبی و استنتاخ تألیفات گرجی. در عین حال، فرزندان اعضای خاندان سلطنتی و فئودال‌ها توسط معلمان خصوصی آموزش می‌دیدند. بزرگ‌ترین کلیساها نه تنها برای فعالیت‌های آیین دینی، بلکه به عنوان مراکز و مدارس تعلیم و تربیت در خدمت بودند.
آشنایی نزدیک با سیستم آموزش بیزانس، نقش مهمی را در توسعه مدارس آموزشی در قرن ۱۱ و ۱۲ دارا بوده‌است. بسیاری از گرجی‌ها در بیزانس تحصیل نموده و از میان آنان، عالمان و ادیبان برجسته‌ای همچون آرسن ایقالتوئلی و ایوانه پتریسی ظهور کردند.
در زمان داویت چهارم، مدارس و فرهنگستان‌های بسیاری در گرجستان وجود داشت که از میان آن‌ها «گلاتی» (غرب گرجستان) جایگاه ویژه‌ای داشت. مورخان آن زمان دربارهٔ فرهنگستان گلاتی نوشته‌اند: «این فرهنگستان در نوع خود اورشلیم دوم برای یادگیری و آموزش ارزشمند دانش است. آتن دوم و اولین مرکز فوق العادهٔ گستردهٔ قوانین الهی و همه شکوه و جلال کلیسایی است». فرهنگستان گلاتی جزو نخستین‌ها بود که در دورهٔ فئودالیسم تأسیس شده بود. این فرهنگستان نیازهای علمی روز را پاسخ می‌داد و همواره حرکاتی ایدئولوژیک داشت که راه رنسانس گرجستان را، پیش‌بینی کرده بود. در کنار گلاتی، مراکز فرهنگی - روشنگری و علمی دیگری نیز در گرجستان آن زمان وجود داشت. در ایقالتو (شرق گرجستان) نیز مدرسه عالی وجود داشت. مؤسس و اولین رئیس فرهنگستان، آرسن ایقالتوئلی بود که در سال‌های ۱۱۲۰ از گلاتی به ایقالتو آمده بود. از دیگر مراکز آموزش عالی می‌توان از ساخت یک فرهنگستان در گرمی در کاختی (شرق گرجستان) نام برد. کارهای ادبی عمیق، فلسفی و ترجمه در مراکز فرهنگی. آموزشی در خارج از گرجستان انجام می‌شد. در این دوره تعدادی کارهای اساسی نوشته شدند و آثار مهم فرهنگ جهان به زبان گرجی ترجمه شد که پیشرفت علم و ادبیات ملی را تسهیل کردند.

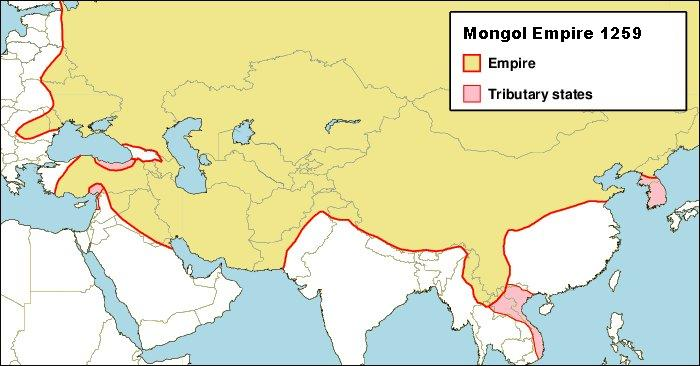
امپراتوری مغول هنگام آغاز مبارزه گرجی‌ها با آنان

با شروع حملات ویرانگرانهٔ مغولان، عصر طلایی تاریخ گرجستان خاتمه یافت. گرجی‌ها به تلاش عظیمی جهت اخراج مغولان دست زدند و بعد از اخراج مغولان شروع به اقداماتی جهت توسعه فرهنگ و تمدن و تجدید خاطرهٔ دوران طلایی دست گشادند، اما به زودی دفتر این ایام با حملات جهانگشایی هراس‌انگیز بسته شد. تیمور لنگ هشت بار به گرجستان تاخت و همه جا را ویران ساخت و گرجستان دوباره به تباهی افتاد.

## از دوران مغول تا پایان قرن ۱۸

نقشه پادشاهی متحد گرجستان پس از تجزیه

تیمور لنگ با حملات هشت گانهٔ خود به گرجستان بین سال‌های ۱۳۸۶ تا ۱۴۰۳ میلادی باعث ویرانی آن شد و با حملهٔ امپراتوری عثمانی در سال ۱۴۶۶ میلادی پادشاهی متحد گرجستان به هرج و مرج کشیده شد و در نهایت در سال ۱۴۹۰ میلادی به سه پادشاهی مستقل کاختی، کارتلی و ایمرتی و پنج شاهزاده‌نشین تجزیه شد.
پادشاهی‌های کارتلی، کاختی و ایمرتی هر کدام تحت حکومت یکی از شاخه‌های سلسلهٔ باگراتیونی‌ها بوده و شاهزاده نشین‌های مسختی، گوریا، سامگرلو، سوانتی، و آپخازتی نیز توسط فئودال‌های محلی خود اداره می‌شدند.
سیاست همسایگان گرجستان مبتنی بر توسعه ارضی بود. بدین ترتیب سه نیروی خردکننده و متزاید ایران، عثمانی و روس از سه جهت گرجستان را درگیر کلاف سردرگم و پیچیده‌ای از مناسبات و مخاصمات خود نمودند.
شاه اسماعیل اول صفوی بنیادگذار دولت صفوی از همان اوان سلطنت و جوانی بنای حمله به گرجستان را گذارد. قبل از او شیخ جنید و شیخ حیدر که اجدادش بودند نیز بارها به بهانهٔ گسترش اسلام به سرزمین چرکس‌ها حمله کرده، و جان خود را نیز بر سر همین مسئله باخته بودند، رسیدن به سرزمین چرکس‌ها، لازمه اش گذر از گرجستان بود پس آن‌ها نیز در گرجستان تاخت و تاز نمودند. بعد از شاه اسماعیل، اخلاف وی در طی دو قرن حدود بیست بار به گرجستان حمله کردند.
اسکندربیک ترکمان - مورخ مخصوص شاه عباس اول - در تاریخ خود به تواتر از قتل و غارت گرجستان و ویرانی آن به دست صفویان سخن رانده‌است، او بارها گفته‌است: «بعد از حملات شاه عباس دیگر بویی از آبادانی در گرجستان به مشام نمی‌رسید و قزلباشان بر هیچ متنفسی ابقا نکردند، چنان‌که بعید است تاکنون چنین وقایعی بر این مردم رفته باشد.»
حملات صفویان به گرجستان دو نتیجه مهم داشت، ابتدا قتل و کشتار عدهٔ زیادی از مردم گرجستان خصوصاً در کاختی و ویرانی کاختی و کارتلی، و دوم اسارت و تبعید تعداد زیادی از گرجی‌ها به ایران.
گرجی‌ها که قبل از تشکیل دولت صفوی در ایران درصدد ایجاد روابط و اتحاد با روسیه بودند بعد از متحمل شدن حملات سنگین صفویان و آغامحمدخان قاجار که منادی اسلام بودند، از روسیه خواستند که تحت حمایتش باشند، در سال ۱۷۸۳ م طبق معاهدهٔ گئورگیوسک گرجستان تحت حمایت روس شده و در سال ۱۸۰۱ م روسیه، گرجستان را به عنوان یکی از فرمانداری‌های خود اعلام نمود و رژیم تزاری در گرجستان برقرار شد.

## دوران معاصر

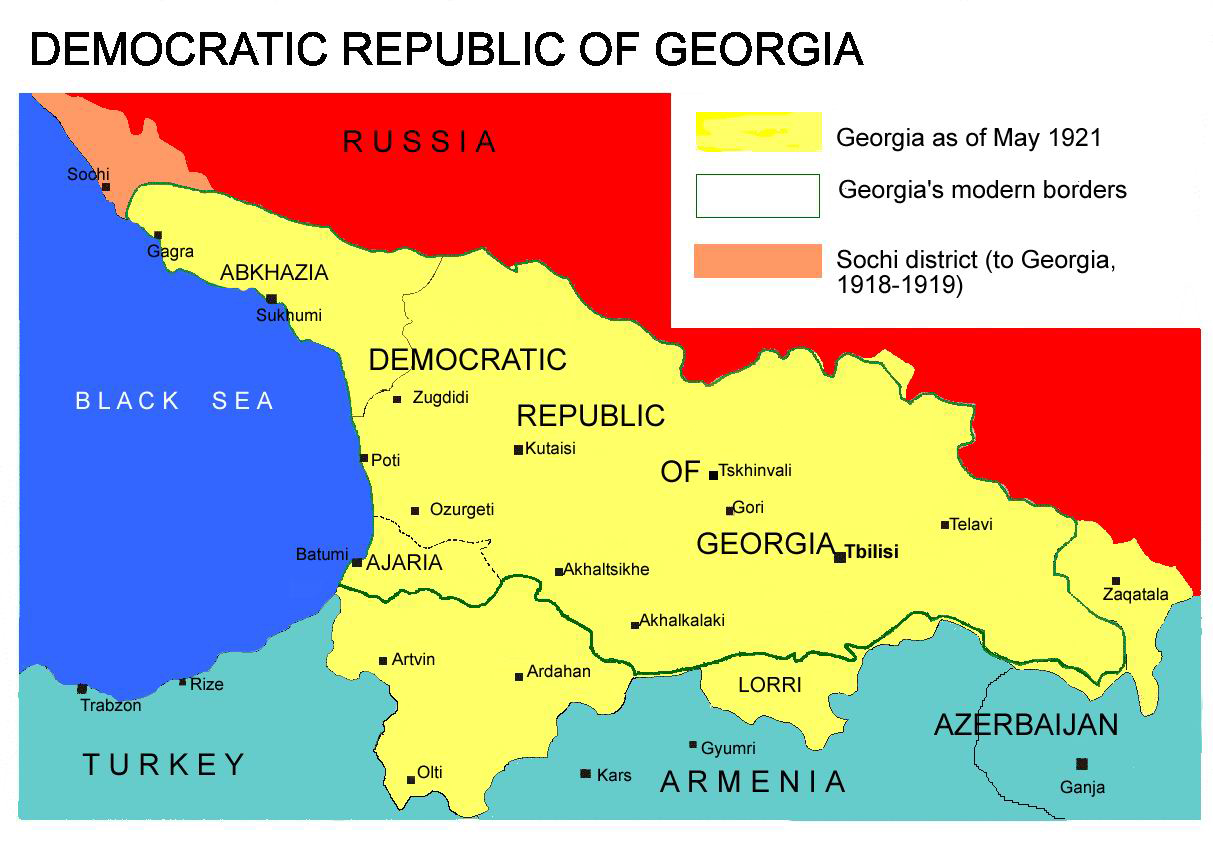
جمهوری دموکراتیک گرجستان از روز استقلال از روسیه در ۲۶ می ۱۹۱۸ تا اشغال توسط ارتش سرخ شوروی در ۲۵ فوریهٔ ۱۹۲۱

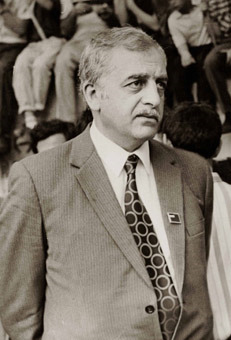
زویاد گامساخوردیا

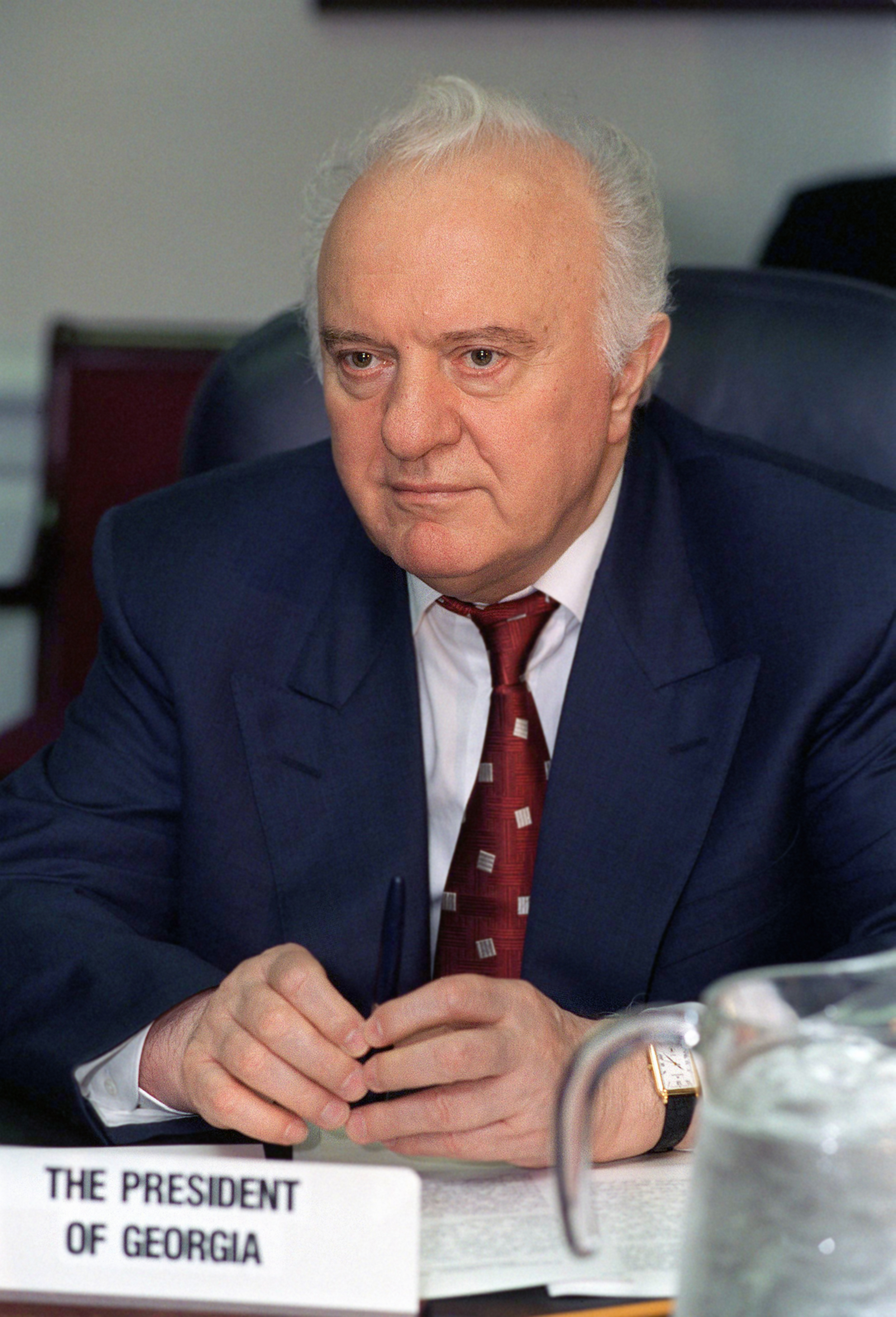
ادوارد شواردنادزه

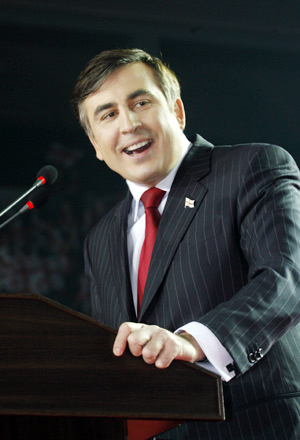
میخیل ساآکاشویلی

در پی انقلاب ۱۹۱۷ روسیه، گرجستان در ۲۶ مه ۱۹۱۸ تحت عنوان جمهوری دموکراتیک گرجستان اعلام استقلال کرد. دولت جمهوری دمکراتیک گرجستان توسط بسیاری از کشورهای جهان مورد شناسایی قرار گرفت. در ۷ مه ۱۹۲۰ گرجستان پیمان صلحی را با روسیه به امضاء رساند. این پیمان در ۲۵ فوریه ۱۹۲۱ با حملهٔ ارتش سرخ به گرجستان نقض شد و گرجستان در سال ۱۹۲۲ به اتحاد جماهیر شوروی پیوست و به عنوان «جمهوری سوسیالیستی گرجستان شوروی» تا سال ۱۹۹۰ به حیات سیاسی خود ادامه داد.
مردم گرجستان همیشه و حتی به رغم سیاست «ملیت واحد شوروی» به شدت ملی‌گرا بوده‌اند. این احساس شدید ملی‌گرایی در سال ۱۹۵۶ در اولین تظاهرات اعتراض‌آمیز علیه سیاست «روسی‌سازی» شوروی به خوبی نمایان بود. در سال ۱۹۷۸ نیز که طبق قانون اساسی جدید شوروی، تلاش‌هایی در جهت تضعیف موقعیت زبان گرجی به عمل آمد، اعتراضات دامنه‌داری صورت گرفت.
ادوارد شواردنادزه به عنوان دبیر اول حزب کمونیست جمهوری سوسیالیستی گرجستان شوروی تا سال ۱۹۸۵ بر مسند قدرت باقی ماند تا اینکه در این سال به عنوان وزیر امور خارجه اتحاد جماهیر شوروی منصوب شد. در سال ۱۹۸۵ هم‌زمان با دستیابی گورباچف به رهبری اتحاد جماهیر شوروی و اعلان سیاست گلاسنوست که طی آن افزایش آزادی بیان، و اجازه شکل‌گیری گروه‌های غیررسمی مربوط به مسائل زبانی، محیطی و نژادی آزاد گردید، تظاهرات گسترده‌ای از سوی ملی گرایان گرجی در نوامبر ۱۹۸۸، علیه سیاست روس گرایی برگزار شد.
در فوریه ۱۹۸۹، آبخازیا مبارزه خود را برای جدایی از جمهوری سوسیالیستی گرجستان شوروی تجدید کردند. در مخالفت با این اقدام آبخازی‌ها، گرجی‌ها با برپایی تظاهراتی در تفلیس خواستار حفظ تمامیت ارضی جمهوری گرجستان شدند. در شب‌های ۸ و ۹ آوریل ۱۹۸۹ نیروهای امنیتی اتحاد جماهیر شوروی به روی جمعیت تظاهرکننده آتش گشودند. در این حادثه ۲۰ نفر کشته و تعداد زیادی مجروح شدند. این امر به گسترش بیشتر طغیان و خشم عمومی منجر شد و در نوامبر همان سال بیشتر مردم گرجستان خواستار کسب حق حاکمیت ملی و جدایی از شوروی شدند. علی‌رغم برکناری مقامات رسمی مسئول از مسند قدرت و اعلان رسیدگی رسمی نسبت به قضیة کشتار ماه آوریل ۱۹۸۹ در تفلیس، احساسات ضد شوروی و نزاع بین نژادی در داخل گرجستان به‌سرعت رو به افزایش گذاشت.
مخالفت عمومی با کشتار آوریل ۱۹۸۹ و افزایش نفوذ گروه‌های غیررسمی سبب شد تا حزب کمونیست گرجستان به منظور جلب بخشی از حمایت‌های مردمی اقدام به تعدیل در سیاست‌های خود بکند.
در نوامبر سال ۱۹۸۹ مجلس جمهوری گرجستان شوروی که تحت سلطه حزب کمونیست گرجستان قرار داشت، برتری و تفوق قوانین گرجستان را بر تمامی قوانین اتحاد جماهیر شوروی اعلان کرد. در فوریه ۱۹۹۰ همین مجلس اعلام کرد که گرجستان یک کشور اشغال شده‌است.
در مارس ۱۹۹۰ نیز ماده ۶ قانون اساسی جمهوری سوسیالیستی گرجستان شوروی که براساس آن قدرت منحصراً در اختیار حزب کمونیست بود، لغو شد. فشار احزاب مخالف جدید التأسیس، تاریخ انتخابات مجلس جمهوری سوسیالیستی گرجستان را که قرار بود در ۲۵ مارس ۱۹۹۰ برگزار گردد، تا تهیه پیش‌نویس قانون انتخابات آزاد به تعویق انداخت.
در انتخابات پارلمانی گرجستان که در روزهای ۲۸ و ۱۱ نوامبر ۱۹۹۰ برگزار شد، اتحادیه گرجستان آزاد و احزاب طرفدار استقلال ۶۴ درصد آراء را به خود اختصاص دادند و موفق به کسب ۱۵۵ کرسی از ۲۵۰ کرسی پارلمان شدند. پانزده حزب و ائتلاف سیاسی در این انتخابات به مبارزه پرداختند. اکثر این احزاب به اتحادیه گرجستان آزاد پیوسته بودند. حزب کمونیست علی‌رغم اتخاذ موضع ملی تنها موفق به کسب ۶۴ کرسی پارلمان شد. بقیه کرسی‌ها از آن جبهه مردمی گرجستان، ائتلاف‌های کوچک و استقلال طلبان شد. این انتخابات توسط گروه‌های نژادی غیر گرجی تحریم شده بود.
اولین جلسه پارلمان جدید در تاریخ ۱۴ نوامبر ۱۹۹۰ تشکیل شد در این جلسه زویاد گامساخوردیا به عنوان سیاستمداری برجسته و رهبر اتحادیه گرجستان آزاد به ریاست پارلمان انتخاب شد و دو علامت به عنوان سمبل استقلال گرجستان شناخته شد. یکی این که سرزمین گرجستان به اسم جمهوری گرجستان بدون ارجاع و پا پیشوند شوروی سوسیالیستی خوانده شد، دیگری انتخاب پرچم سفید و سیاه با حاشیه رنگی به عنوان پرچم رسمی جمهوری گرجستان مستقل. طی روزهای بعد تنگیز سیگوا یکی از اعضای ائتلاف اتحادیه گرجستان آزاد از سوی پارلمان به سمت رئیس شورای وزیران منصوب شد.
پس از استقلال گرجستان در سال ۱۳۷۰ (۱۹۹۱)، ادوارد شواردنادزه وزیر خارجه پیشین شوروی، به عنوان نخستین رئیس‌جمهور کشور برگزیده شد. گرجستان از همان زمان برسر جمهوری‌های خودمختار اوستیای جنوبی و آبخازیا با روسیه اختلاف داشت، چرا که روسیه اجازه نمی‌داد که گرجستان، حاکمیت خود را در این دو منطقه اعمال کند؛ ولی به دلیل ضعف گرجستان و نیز نزدیکی دولت وقت - به ویژه شخص شواردنادزه - به روسیه، این کشور تن به مصالحه با روسیه داد و پذیرفت که در امور جمهوری‌های خودمختار اوستیای جنوبی و آبخازیا دخالت نکند و با حضور نیروهای روسی در این دو منطقه مخالفتی نداشته باشد.
اما پس از انقلاب گل رز در سال ۱۳۸۲ در گرجستان که با پشتیبانی آمریکا صورت گرفت و منجر به برکناری دولت متمایل به روسیه و روی کارآمدن دولت غربگرای میخیل ساآکاشویلی شد، اوضاع سیاسی این کشور دگرگون شد. دولت جدید سیاست دوری از روسیه و نزدیکی به غرب (به ویژه آمریکا) را در پیش گرفت. همچنین این کشور خواهان عضویت در اتحادیه اروپا و ناتو شد.
در مرداد ۱۳۸۷ و هم‌زمان با بازی‌های المپیک تابستانی ۲۰۰۸ پکن، ارتش گرجستان برای بازگرداندن اوستیای جنوبی به خاک خود، به این منطقه یورش برد که با واکنش شدید روسیه مواجه شد و مجبور به عقب‌نشینی شد. اکنون روسیه تنها کشوری است که استقلال دو منطقهٔ آبخازیا و اوستیای جنوبی را به رسمیت شناخته‌است و با حضور نیروهای خود در این دو منطقه، عملاً کنترل آن‌ها را در دست دارد.
اگرچه در سال ۲۰۰۴ فضای اندکی برای همکاری سازمان ناتو با گرجستان به‌وجود آمد اما به‌دنبال جنگ سال ۲۰۰۸ این همکاری رو به افول نهاد. از حدود سال ۲۰۰۸ نه‌تنها ریاست‌جمهوری آمریکا و رهبران اروپایی تمایلی به همکاری با گرجستان نشان ندادند بلکه اکثر مردم این کشور نیز همکاری با ناتو را برای کشور خود بدون منفعت ارزیابی کردند به‌گونه‌ای که میزان حمایت مردم گرجستان از این مسئله از ۷۰ درصد در سپتامبر ۲۰۰۸ به ۱۱ درصد در فوریه ۲۰۰۹ رسید.